# 無神論

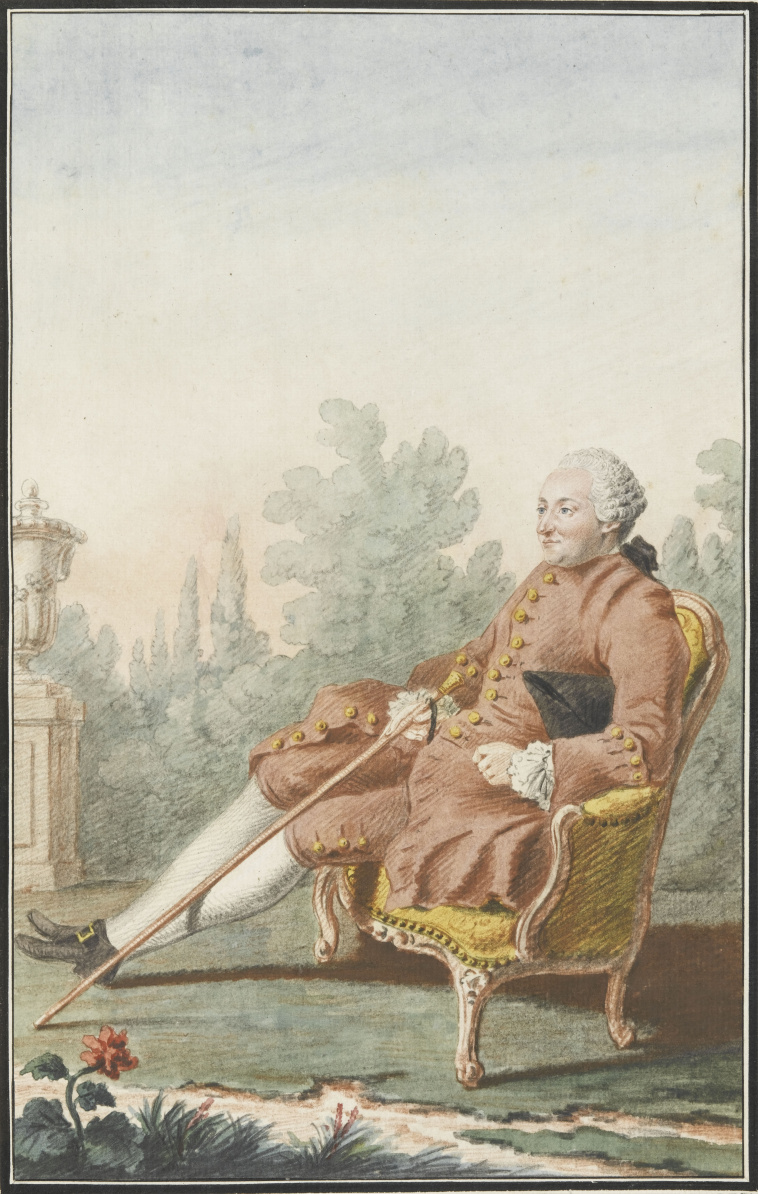
最初に無神論者と自称したポール＝アンリ・ティリ・ドルバック男爵

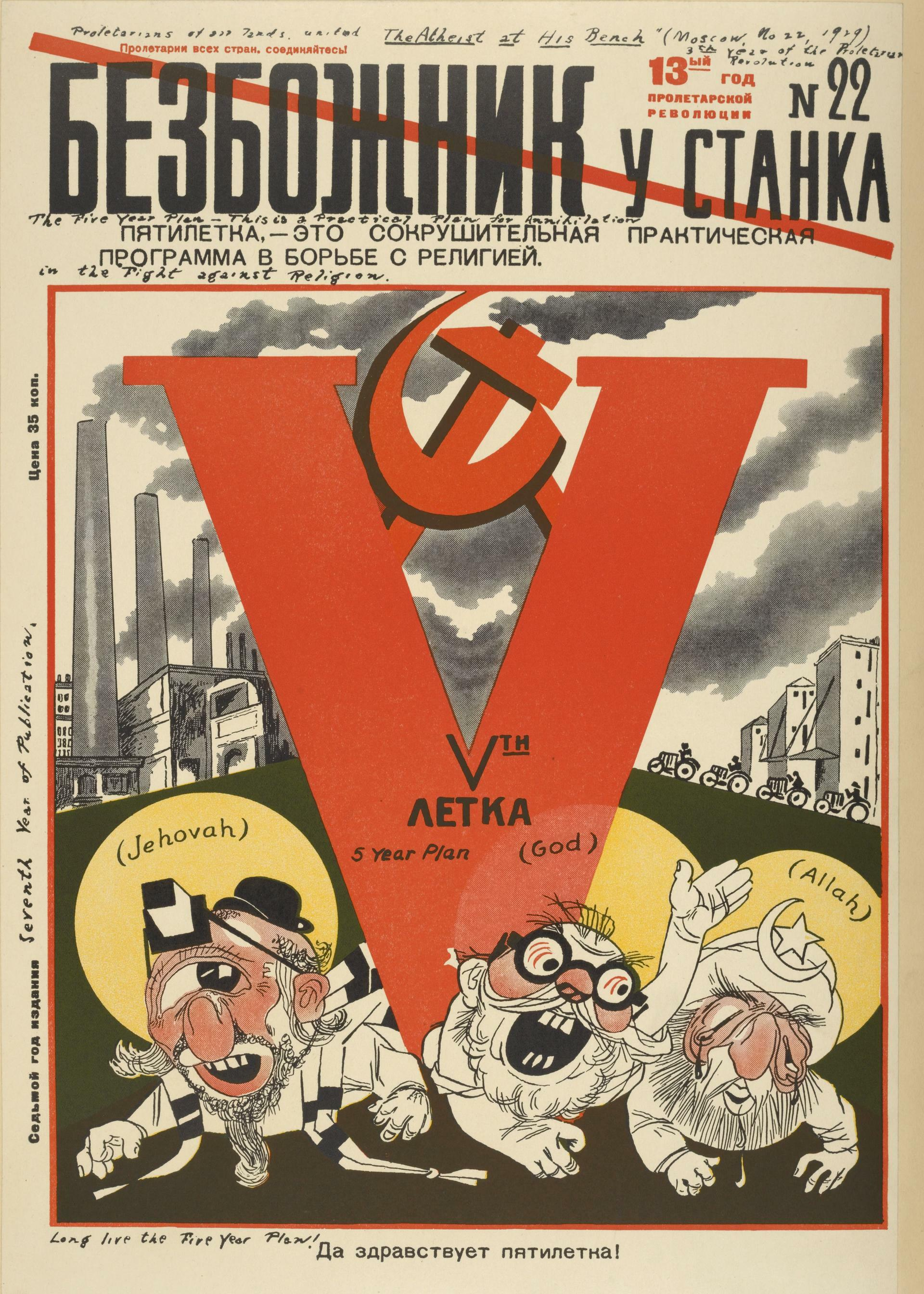
1920年代のソビエトの風刺雑誌「ベズボージュニク」の表紙。アブラハムの宗教の神々が、五カ年計画を意味するローマ数字の5に押しつぶされている様子を描いている。

無神論（むしんろん、英語: atheism、ラテン語: atheismus）は、世界観の説明に神の存在、意思の介在、仏教やヒンドゥー教
のような精神的、超自然的、または超越的な概念などが存在しない、または不要と主張する考え方である。
無神論の論拠は、哲学的なものから社会的・歴史的なアプローチまで多岐にわたる。神を信じない根拠としては、証拠の欠如、悪の問題、矛盾した啓示からの議論、改竄できない概念の拒絶、不信仰からの議論などがある。無神論者は、無神論は有神論よりもより簡潔な立場であり、誰もが神への信仰を持たずに生まれてくると主張している。したがって証明責任は無神論者が神の存在を反証するのではなく、有神論者が有神論の根拠を示すことにあると主張する。無神論者の中には世俗的な哲学（例：世俗的ヒューマニズム）を採用している者もいるが、すべての無神論者が遵守すべきイデオロギーや行動規範は存在しない。
無神論の概念は様々であるため、現在の無神論者の数を正確に推定することは困難である。WIN-Gallup Internationalの世界中を対象とした調査によると、2012年には回答者の13％が「確信を持った無神論者」であり、2015年には11％が「確信を持った無神論者」であり、2017年には9％が「確信を持った無神論者」であった。しかし何十年もの間同じ表現を使用し、より多くのサンプルサイズを持つ他の調査では、一貫してより低い数値が得られているため、他の研究者はWIN/Gallupの数値に注意を促している。2004年に英国放送協会（BBC）が行った古い調査では、無神論者は世界人口の8％を占めていると記録されている。他の古い推定では、無神論者は世界人口の2％を占め、無宗教者はさらに12％を加えているとされている。

## 定義と範囲
どのように無神論を定義し分類するべきか、どのような精神的、超自然的、超越的な存在が神とみなされるのか、無神論はそれ自体が哲学的な立場なのか、それとも単に存在しないことなのか、そして意識的で明確な拒絶を必要とするのか、といった点で作家たちは意見を異にしている。無神論は不可知論と互換性があるとみなされてきたが、それと対比されることもあった。無神論の異なる形態を区別するために様々なカテゴリーが用いられてきた。

### 類型
神の観念は実に多様であるため、神の定義如何によってさまざまな考え方が無神論とみなされうるし、その逆も成り立つ。
古代ローマ人はキリスト教徒がペイガンの神々を崇拝していないことを無神論者と非難した。しかし次第に「有神論」があらゆる神々への信仰を含むものとして理解されるようになり、この見解は支持されなくなった。
無神論は、神の存在から、仏教やヒンドゥー教などの精神的、超自然的、超越的な概念の存在まで、あらゆる現象を否定している。ブリタニカ百科事典は、この区別についてこう書いている。
しかし無神論はもっと広く「霊的な存在」を信じることをすべて否定する。霊的な存在を信じることが、あるシステムが宗教的であることの決定的な意味である限り、無神論は宗教を否定することになる。無神論は、ユダヤ教、キリスト教、イスラム教の中枢概念を否定するだけでない。ディンカ族やヌエル族のようなアフリカの宗教、古代ギリシャやローマの擬人化された神々、ヒンドゥー教や仏教の超越的な概念をも否定する。一般に無神論とは、神や神々の否認である。宗教を霊的存在への信仰の見地から定義するならば、無神論はあらゆる宗教的信仰を拒絶する。
ジャーナリストのゲイリー・ウルフが2006年に提唱した新無神論（New Atheism）は、21世紀の無神論者たちの立場を表す。現代の無神論ではあらゆる宗教は容認されるべきではなく、政府や教育、政治など、過度な影響力を持つところでは、合理的な議論によって反論、批判、挑戦されるべきだと主張する思想家や作家たちによって進められている。
また無神論は、次の観点から分類されることもある。
- 神の存在についての考察や議論を避ける消極的無神論
- 神の不在を明言する積極的無神論

無神論の明確な対義語は有神論である。理神論や汎神論は、無神論と対義的に扱われることもあるし、消極的無神論の一部とみなされることもある。消極的無神論と不可知論は、時に見分けがつかないか重複する。積極的無神論者は常に宗教を批判するわけではない。したがって、反宗教主義と積極的無神論は区別されなければならない。宗教批判を行う強い無神論者は、しばしば「戦闘的無神論者」と呼ばれる。この語は信仰を持つ人を愚かであるとみなすような、節度を越えた宗教批判へ非難の意味を込めて用いられることもある。

### 批判や議論
無神論は一般的には既存宗教と対立するとみなされる考え方であり、両者の間にはあつれきが生じることも多い。しかし、近年では科学の発展や浸透に伴って唯物論的な考え方が一般に受け入れられてきており、無神論に対する風当たりは弱まってきているとされる。一方で、近年でも保守的な地域では無神論に対する根強い不信感があり、アメリカ合衆国で台頭したインテリジェント・デザイン論のように、科学と宗教の融合ないし折衷を称しつつも実質的には造物主の存在を前提にした運動も見られる。
また無神論者の側も極端な者は宗教を敵視することがある。
キリスト教の教義では神は、人間の「生前の行動が、最後の審判（死後の裁き）での判断基準となる」としている（解釈されている）が、全知全能たる神が、どの人間が正しい行動をとり、どの人間が正しくない行動をとるかを前もってわからないわけがないはずであり、このような「全知全能たる神」の存在に関しての解釈（または説、説明）について、矛盾を指摘する言説が無神論では好まれる（全能の逆説、予定説を参照）。
フォイエルバッハやジークムント・フロイトのように神を人間の発明とする考え方は、仏教に通じるとされる。ショーペンハウアーは仏教を「完璧」と言ったことがあり、エンゲルスも部分的ではあるが仏教の空を評価した。しかし、仏教においてはキリスト教的な意味における「全知全能たる神」の存在を「考えていない」だけに過ぎないとする見方がある。仏教では、そのような問題を無意味な議論として忌む傾向が強い。このような考え方はむしろ不可知論に近いとされるが、不可知論は「存在の可能性」を想定した上で、その「不可知」を論じている点など、根本的な違いがある（詳しくは、諸法無我、ブッダ（仏）と神等を参照）。また、仏教自体が宗教ではなく衛生学であると（好意的に）解釈したニーチェのように、仏教を宗教とはみなさない者もいる。
神について「敬して遠ざける」としている儒教についても、無神論とみなされる場合がある。事実、儒学者の中には無神論を積極的に唱える者もおり、「宗教として扱われる思想ではない」という見解が多い。
より中立的な定義として、神またはその他の名を持つ、人間を超えた超自然的な存在を考えない立場のことを無神論とするという意見もある。この場合、既存の宗教はほぼすべて有神論に分類され、純粋な唯物論や機械論が無神論となる。
共産主義国家、マルクス・レーニン主義政権国家の多くでは、宗教は国是としては否定され、存続が許された場合でも制限下に置かれた（ドイツ民主共和国#宗教などを参照）。中でもアルバニア人民共和国は「世界初の無神国家」を標榜した 。マルクス・レーニン主義無神論を参照。

## 語源
一般的な語源は古代ギリシャの「atheos」「asebs」「atheots」である。古代ギリシアの民族や国家（ポリス、ギリシアの都市国家）においてその守護神を信じない「ある人々」（例:アテナイで女神アテナを信じない人たち）を示した。
キケロがラテン語で翻訳したことから、ラテン語を語源とする説もある。無神論者はラテン語で「atheus」という。

## 歴史

### 古代から中世
古代インドにブッダと同時代人のアジタ・ケーサカンバリンがおり、彼を中心とする順世派（チャールヴァーカ Cārvāka）は無神論的な思想を展開した。神のような超越的な原理でなく、社会倫理やその改革を訴えた。
古代ギリシアでは、まずデモクリトスやエピクロスが唯物論に基づく無神論的な思想を提唱し、ローマ時代にはルクレティウスがそれをより明確な無神論の形で提唱した。

#### キリスト教との関係

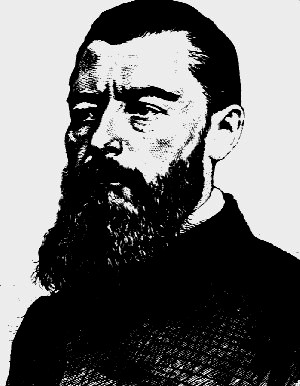
ルートヴィヒ・アンドレアス・フォイエルバッハが書いた『キリスト教の本質』（1841年）は エンゲルスやマルクス、シュトラウス、ニーチェなどに多大な影響を与えた

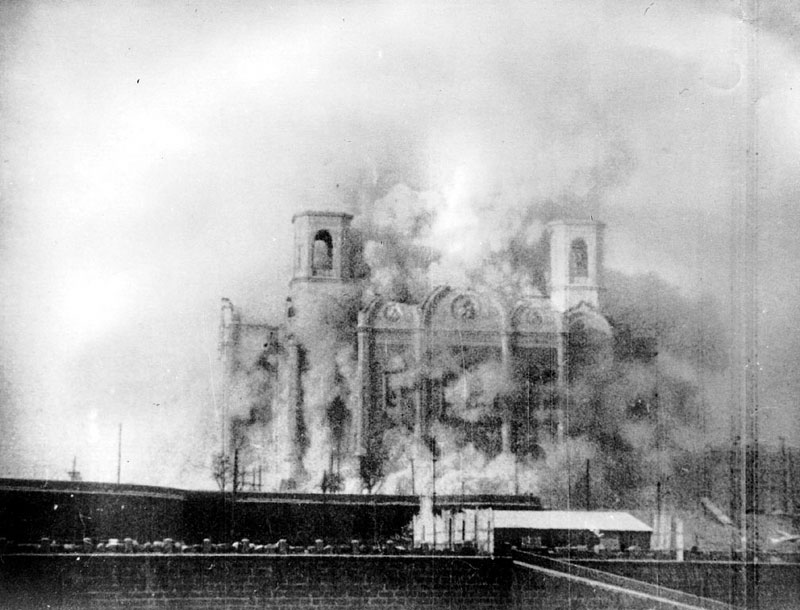
爆破され崩れゆく、救世主ハリストス大聖堂

原義から、原始キリスト教徒は「ギリシアの神・ローマの神を信じない者」という意味で無神論者とされた時期があるが、中世や近代ではキリスト教の宗教観に反対する立場をとる者が無神論者を名乗ることが多い。反キリスト教的な無神論者の中には、マルクスやニーチェのように、むしろ古代ギリシャに傾倒した人物が少なからずいる。

### 日本近世期における無鬼論
日本においては幽鬼、すなわち霊魂や鬼といった妖怪の存在を否定する「無鬼論」として始まる。無鬼論は、儒学における「気（万物を構成する要素）」と「祭祀（招魂といった先祖崇拝）」の解釈（現象と関係）に伴う矛盾から発展していったものであり、西洋のような一神教による絶対的な世界観を科学解釈によって徐々に崩された（科学的な根拠の積み重ねによる否定の）上で成り立ったものとは異なる。中国の朱子は、気（現代でいえば、原子のようなもの）の集まりが「生」と捉え、気の離散が「死」と解釈した上で、気の離合集散によって魂魄の現象を合理的に説明しようとした（魂魄の項の「儒学における魂魄現象の解釈」も参照）。結果、霊性を否定しかねない矛盾した論考（一度、離散した気＝魂魄は二度と戻らない＝死と主張したために、祭祀による招魂儀礼を行うことに矛盾が生じた）に至ってしまい、後世、林羅山といった儒学者に鬼神（魂魄）の有無について半信半疑な立場を取らせ、江戸期日本の朱子学者を「無鬼論者」（伊藤仁斎）と「有鬼論者」（荻生徂徠）に二分させた。
多神教（道教や神道など）では、先祖を人物神として祀る信仰観から、祭祀による招魂儀礼が行なわれるが、魂魄＝気の離散が死であり、離散した気は二度と戻らないとする朱子学の主張（仏教の輪廻転生を否定するために生み出した合理的論説） は、一部で無神論にも通じることになる。

### 近代
フランスの啓蒙思想によって、無神論は飛躍的に発展した。
フランスの思想家ドルバックは無神論、唯物論、運命論を唱えた。ドルバックは、ヴォルテール流の理神論や汎神論ではなく、最も早い時期に無神論を唱えた思想家の一人である。おそらくドルバックに先行するのは、ジャン・メリエただ一人である。ドルバックの自然観の根底には、人間は理性的な存在であるという確信がある。全ての宗教的な原理から道徳を切り離し、自然的原理だけに道徳を還元するというのが彼の目論見であった。主著『自然の体系』では、あらゆる宗教的観念や理神論的観念を排して、無神論と唯物論と運命論（科学的決定論）を説く。しかし、しばしば矛盾とも思える様々な主張の寄せ集まりであると批判されてもいる。
19世紀後半のドイツは合理主義及び自由思想の影響を受けて無神論の卓越性が増し、フォイエルバッハやショーペンハウアー、マルクス、ニーチェなど多くの顕著な哲学者は神の存在を否定した。特にフォイエルバッハの『キリスト教の本質』（1841年）はマルクス、シュトラウス、ニーチェら若い哲学者に熱烈に歓迎され、キリスト教は前代未聞の激しい攻撃に晒された。唯物論者でもあるマルクスは「宗教は民衆の阿片である」とし、またニーチェはユダヤ教―キリスト教の精神構造を「ルサンチマン」にあると『道徳の系譜』で論じた。またラッセルは、宗教や信仰を死や神秘的なものへの恐怖にあるとした。

### 現代
社会主義政権の中国で67%、日本で29%、過去に社会主義政権だったスロベニアで28%、同じくチェコで25%、韓国で23%、ベルギーとフランスで21%、スウェーデンで18％、アイスランドで17％が神を信じていないとの調査がある。

## 主張・発言
無神論者の指摘・主張・発言には以下のようなものがある。
- 神の存在や、神が存在することで我々の世界、我々の精神にどのような影響があるのかを、飛躍や矛盾なく論理的に説明することができない。現時点でその存在や影響を証明できない、「神の存在」以外で説明がつくのであれば、存在しないものと考えても差し支えはない。（オッカムの剃刀）
- 「全知全能の神が存在するなら、その神は『全知全能の神が知らない物』（あるいは『全知全能の神が持ち上げられない大きさの岩』）を作れるか。」というパラドックスが解決できない以上、全知全能の神は存在しない。（全能の逆説、ただしここでは神＝全知全能と定義している。「神」という存在が全知全能であるかという問題があり、このままでは無神論を証明はできない）
- 全知全能の神が存在するなら、なぜ社会悪や不幸が存在するのか説明できない。社会悪や不幸を神が解決できないのなら、それは全知全能ではないし、また全知全能であるにもかかわらず解決しようとしないのなら、それは神とはいえない。
- 信仰とは、立証責任を果たさずに、「あるものはある」という同語反復（トートロジー）で、押し付けてくるものである。（ドーキンス）
- インドで、宗教とよばれるものは、あまりに恐ろしく、わたしは掃き清めたかった。それは盲信、反動、ドグマ、偏見、迷信、搾取である。（ネルー）

## 無神論と社会
現代では憲法によって信仰の自由が保障されているが、宗教的に保守的な国や地域（イスラム教国や、アメリカ合衆国やヨーロッパ諸国等の一部地域）では、無神論者であることを口にすることがタブーとされることが多い。神を信じず、信仰の対象を持たない人間は、悪魔を信仰する者（サタニズム）、道徳のない者、無教養扱いにされることがある。欧米では、これら有象無象の誤解や不利益を回避するための方便として、神や霊魂の存在を必ずしも肯定しない「思想」を持つと主張する場合もある。もっとも近年の欧米では、無神論を口にすることへのタブー意識は低くなってきている。それでも周囲との軋轢を避けるために、無神論の代替語として不可知論を用いる場合がある。リチャード・ドーキンスはこうした「無神論者」へのいわれなき差別を是正すべきだとしている。

### 西洋における意味
欧米の保守的な一部地域では、「無神論者」という表現は非常に大胆な表現であり、無慈悲な人物像を連想させてしまうため、注意が必要となる。ただし、一般的には無神論は哲学上の立場として広く受け入れられている。
アメリカ軍の認識票には、葬儀を行う都合上、宗教を記入する欄が存在しており、略記号を用いて刻印されているが、無神論者は未申告として刻印される。ただし、第二次世界大戦中はナチスがユダヤ人を差別したため、ユダヤ教が未申告として刻印されていたこともあるので、一概に未申告＝無神論者とは言えない。

### イスラムにおける扱い
イスラム教の価値観では、無神論であることは悪として扱われる。無神論者であるということは無明時代の人間であるということであり、文明を知らない原始人のような者と見なされ、異教徒（ズィンミー）よりも下位として扱われる。エジプト、イラン、サウジアラビアなど、戸籍や入出国に関する書類に宗教欄の記載が必須の国では、無神論者と宣言することが不利な扱いになる場合もある。特にイランやサウジアラビアなど、シャーリアが法制度となっている国では、法的権利の制限を受けることもある。

## 著名な無神論者
- エピクロス、ルクレティウス、デモクリトス - 古代ギリシア
- ディドロ、ガッサンディ、サド、カミュ、サルトル、ラヴェル - フランス
- 富永仲基（儒教、仏教、神道を否定する無鬼論）、山片蟠桃 - 日本
- カール・マルクス、ニーチェ - ドイツ
- マリ・キュリー - ポーランド
- ジークムント・フロイト - オーストリア
- ドーキンス、キューブリック、ホーキング、アトキンス、ラッセル、チューリング、ジェームズ・ワトソン - イギリス
- ラヴクラフト、チョムスキー、ミンスキー、シャノン、アシモフ -  アメリカ
- ケーサカンバリン  - インド
- ピーター・フランクル - ハンガリー